# Martha Komu

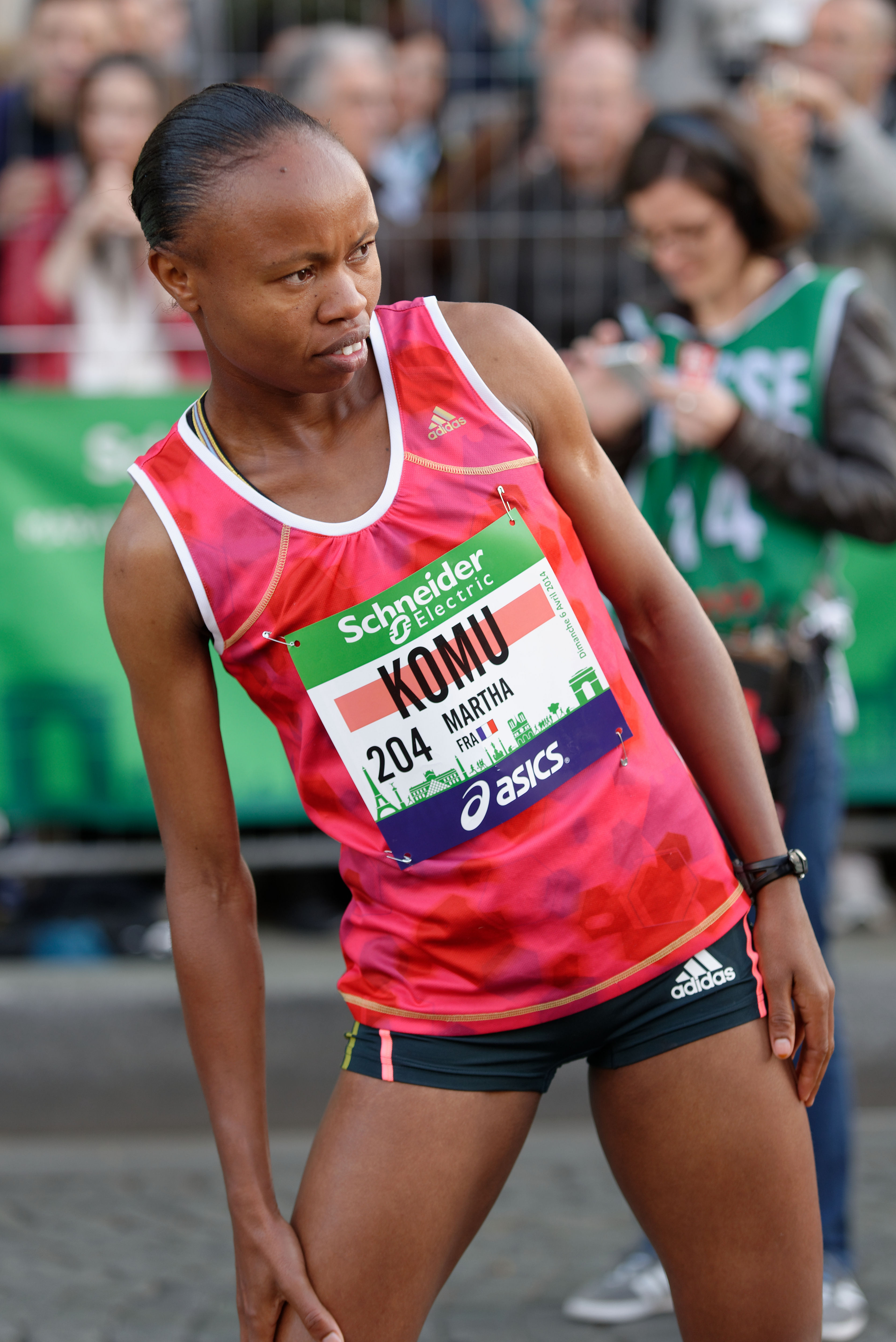
Komu im Jahr 2014

Martha Komu (* 23. März 1983) ist eine kenianische Langstreckenläuferin, die sich auf den Marathon spezialisiert hat.
Nach Siegen bei Marseille – Cassis 2006 und beim Reims-Marathon 2006 und 2007 gelang ihr 2008 ein noch größerer Erfolg, als sie den Paris-Marathon in 2:25:29 h gewann, wobei sie ihren persönlichen Rekord um über sieben Minuten verbesserte. Beim Marathon der Olympischen Spiele in Peking wurde sie Fünfte in 2:27:23, nur 16 Sekunden von der Bronzemedaille getrennt.